# Todtnau
Todtnau település Németországban, azon belül Baden-Württembergben. Lakosainak száma 4962 fő (2023. december 31.).

## Népesség
A település népessége az elmúlt években az alábbi módon változott:
| Lakosok száma | 5185 | 5430 | 5368 | 4933 | 4825 | 5174 | 5177 | 5036 | 4828 | 4962 |
|               | 1961 | 1968 | 1974 | 1981 | 1987 | 1994 | 2000 | 2007 | 2013 | 2023 |